# Marstrands Bryggerier
Marstrands Dampmølle, senere A/S Marstrands Bryggerier og Krone-Øl-Bryggeriet, var et dansk bryggeri i København.
I 1865 etablerede Troels Marstrand, Jens Lund og F.W. Kiørboe et hvidtølsbryggeri på Vodroffsvej 25 på Frederiksberg, og det blev hastigt et af de største i København. De tidligste bygninger var opført af murermester og arkitekt J.W. Frohne, men blev snart suppleret af et stort anlæg, som blev tegnet af Henning Wolff. Bygningerne var opført i mursten i vekselende røde/gule sten og med dekorative elementer, der var inspireret af M.G. Bindesbølls arkitektursyn. Fabrikken var udført i et stærkt personligt og originalt formsprog, der pegede frem mod nationalromantikken.
På grund af den stigende konkurrence købte Marstrands Bryggeri i 1884 Aldersro Bryggeri på Jagtvej. Samtidig blev virksomheden et aktieselskab. Selskabet forsøgte sig med lanceringen af en ny type lys øl, Wienerøl, at få deres del af markedet, men uden synderlig succes. I 1891 måtte bryggeriet lade sig opsluge af De forenede Bryggerier. Det fik senere navnet Kroneølbryggeriet.
I det nye bryggerisamarbejde var der indført en arbejdsdeling, hvor hvert bryggeri opdyrkede sit speciale. Bryggeriet på Vodroffsvej blev fra 1923 anvendt af Kongens Bryghus. I 1969 fusionerede De forenede Bryggerier og Carlsberg, og som led i en rationalisering blev bygningerne på Vodroffsvej solgt til boligselskabet VIBO, der ønskede at opføre almene boliger på grunden.
Nedrivningsplanerne var stærkt kontroversielle, men blev støttet af borgmester Arne Stæhr Johansen, og Akademisk Arkitektforening arrangerede et fakkeltog til Frederiksberg Rådhus som protest. Bryggeriet på Vodroffsvej blev allerede i 1970'erne regnet som en af Danmarks mest originale og væsentlige industribygninger. Kommunen fastholdt dog planerne. Anlægget blev revet ned 1976 og i dag er der en boligbebyggelse på grunden (nr. 23-31).